# 彩雲国物語
『彩雲国物語』（さいうんこくものがたり）は、雪乃紗衣の少女向けライトノベルおよびこれを原作としたメディアミックス作品である。角川ビーンズ文庫（角川書店）より、2003年10月から2011年7月までに刊行されている。挿絵はアンジェリークの由羅カイリ。本編は単行本書きおろし、外伝（主に小説）がザ・ビーンズ、由羅カイリ作画によるコミックが月刊Asukaにて掲載終了とともに完結した。
第1回角川ビーンズ小説大賞にて奨励賞・読者賞のダブル受賞を果たしている（受賞時のタイトルは「彩雲国奇譚」）。2022年9月時点で累計部数は670万部を突破している。ライトノベルとしては珍しく、高齢の女性にも人気がある。

## あらすじ
架空の国、彩雲国を舞台に名門紅家直系長姫ながら貧乏生活を送っている紅秀麗が、あるきっかけで「官吏になりたい」と一度諦めた夢を追い求め叶えようとする物語。昏君を演じていた劉輝や王の側近である絳攸らの尽力によって官吏となるも、州牧に大抜擢されたかと思うと冗官（無位無官の官吏）に落とされるなど、毀誉褒貶の激しい人生を送る。その過程で建国にもかかわったとされる「彩八仙」にもかかわってゆくが…？

### 本編
はじまりの風は紅く（本編第1巻）
名家の生まれながら貧乏暮らしを余儀なくされている紅秀麗は、金五百両の高給に惹かれて、貴妃として後宮に入り王の教育係をする仕事を引き受けてしまう。国王・紫劉輝は即位以来半年間政務を放棄していたが、秀麗との出会いをきっかけに態度を改めるようになり、秀麗は自分の役目は終わったと考え、後宮を去る。
黄金の約束（本編第2巻）
秀麗が去って数ヶ月。秀麗への気持ちを募らせていた劉輝だが、やがてある案件を実現させるべく動き始める。一方秀麗は、宮廷で過ごした経験から、幼い頃抱いていた官吏への夢に思いを馳せる。そんな中、例年にない猛暑で多くの官吏が体調を崩し、朝廷は人手不足に悩まされる。秀麗は絳攸の勧めで少年のふりをして国の金庫である戸部で臨時の雑用係として朝廷で働く。そして劉輝達の努力もあり次回から試験的に女性も国司受験が認められた。
花は紫宮に咲く（本編第3巻）
みごと国試に合格した秀麗だったが、異例の女性官吏に対して朝廷や世間の反応は冷ややかなものであった。その上、史上最年少で首席合格した杜影月とともに魯官吏の厳しい指導を受け、彼らをねらう陰謀に巻き込まれることとなる。苦境を乗り越えた二人は、異例なことに同時に茶州州牧に任命される。
想いは遙かなる茶都へ（本編第4巻）
秀麗と影月は浪燕青らとともに、権力争いの混乱の中にある任地の茶州州都・琥璉へ向かう。茶州を牛耳る茶家の当主をねらう茶仲障は、中央の介入を避けるため秀麗達へ刺客を送り込む。刺客の襲撃を受けて離ればなれになってしまった秀麗達であったが、何とか合流に成功する。しかし、秀麗に恋心をいだいた茶朔洵に、秀麗は劉輝から下賜された蕾の簪を奪われてしまった。
漆黒の月の宴（本編第5巻）
秀麗達は準備を整え、茶家の妨害を退けて琥璉にたどり着いた。そこに茶仲障から茶家の当主選定に立ち会うよう要請する手紙が届く。その当日、茶仲障の策略により選定式は混乱したが、仲障は死に、その孫の克洵が無事に当主となる。これで茶家による混乱は収束したものの、朔洵が死んでしまい秀麗は自分のせいだと心に傷を負う。
欠けゆく白銀の砂時計（本編第6巻）
龍蓮のおかげで朔洵の事をふっきれた秀麗は、年明けの朝賀のため悠舜と共に貴陽へと戻る。この間に茶州では少しずつ、謎の宗教集団・邪仙教が活動を始めていた。一方、朝賀を終えた秀麗は「ある案件」を興すための一手として工部尚書への面会を申し出るが、ことごとく却下されてしまい、塀をよじのぼって工部に突入。工部尚書と飲み比べをして見事勝利。工部攻略に成功した。悠舜も各部署にさぐりをいれて根回しを行い、計画は着実に進められる。しかし茶州で奇病が蔓延しているとの報が入り…。
心は藍よりも深く（本編第7巻）
正体不明の奇病が発生した茶州・虎林郡。原因も治療法もわからず、多くの人々が衰弱死していく。そこへ邪仙教が「病気は女の州牧が就任したせいだ」という噂を流し、疑心暗鬼に駆られる人々。影月は奇病が数年前に自分の故郷を襲ったものと同じだと気づき、医者として人々を少しでも助けるため、州牧の証を返上して一人密かに虎林郡へと向かう。しかし、影月自身の命も間も無く尽きようとしていた。
光降る碧の大地（本編第8巻）
都で秀麗は奇病の治療法を探し、朝廷や全商連と渡り合って茶州を救うための手立てと資金を調える。一州牧としての権限を超えた行動に周囲の非難が集中するが、自らの地位と命をひきかえにする事をも厭わない覚悟を見せ、いよいよ医師たちと共に茶州へと向かう。その頃影月は虎林郡で懸命に病人の看病を続けていたが、そこである人物の姿を目撃し、姿を消してしまう。
紅梅は夜に香る（本編第9巻）
秀麗は茶州から戻ってきた。そして、悠舜は尚書省尚書令に任命される。冗官に降格した秀麗は謹慎の身だったが街でできることを探してはこなしていた。そんなある日、劉輝は名うての画家、碧幽谷に新貨幣を鋳造してもらおうと幽谷を探しに街に出た。そこで贋作と贋金が出回っていることが判明。胡蝶が歌梨という女性なら幽谷を知っているかもと言うので探していた劉輝たちは、そのことを知り、歌梨があちこち飛び回って贋作を指摘しているのと事件に何か関係があるかもしれないと考える。
緑風は刃のごとく（本編第10巻）
謹慎が解け、秀麗は登城することになったが、王城では冗官たちへの厳しい処遇が発表されており、その候補には秀麗の名もあった。猶予期間の中で、どこかの部署で必要とされることが官吏として残る条件だったが、秀麗は他の冗官の面倒までを見ることになってしまう。
青嵐にゆれる月草（本編第11巻）
劉輝の花嫁候補として、藍家の十三番目の姫が送られてきた。しかし、十三姫の暗殺計画がされているという。御史台の官吏として、清雅とにらみ合いっこをしながら過ごしていた秀麗は長官から、十三姫の身代わりとして後宮で暗殺計画について探れという仕事を得る。また、牢で謎の男・隼と出会うが、彼は十三姫と楸瑛の知り合いらしかった。
白虹は天をめざす（本編第12巻）
花菖蒲を返還した楸瑛は藍州の兄たちのもとへ帰る。一方、劉輝は楸瑛を追って、邵可と十三姫とともに藍州に向かう。それを聞いた秀麗は燕青と蘇芳とともに王を追いかける。一行は縹家管轄の地、そして楸瑛のいる九彩江に行く。そこの山頂の社には珠翠を乗っ取った縹璃桜の姉、縹瑠花がいたのだった。
黎明に琥珀はきらめく（本編第13巻）
六人が藍州に赴いている間に、絳攸が黎深の職務怠慢を諫められなかったということで御史台に捕らえられた。黎深と王、どちらを選ぶか絳攸は迷っていた。そんな中、楸瑛を連れて貴陽に帰ってきた秀麗は、絳攸の事を聞いて助ける為に動き出すが、絳攸は瑠花に術を間接的にかけられて眠りに入ってしまう。黎深は息子のために動かなかった。そして、黎深の妻であり、絳攸の母である百合が夫と息子を救う為、貴陽に来たのだった。
黒蝶は檻にとらわれる（本編第14巻）
吏部尚書・紅黎深解任の報が朝廷を駆け巡る中、吏部侍郎・李絳攸の処分をめぐり御史大獄が開かれることになった。秀麗は絳攸の弁護に必死になるが紅姓官吏が紅家の名に泥を塗られたと怒り、一斉に出仕拒否。そのうえ紅家の権力で経済封鎖が行われ、貴陽の物価も高騰寸前になってしまう。これらの黒幕が、紅家の頭脳と謳われた紅門筆頭姫一族の“鳳麟”であるとつきとめた秀麗と清雅は捜査に乗り出す。そんな中、秀麗は劉輝に「紅家直系の姫として後宮に入ってほしい」と言われる。
暗き黄昏の宮（本編第15巻）
最後の仕事の目的地である紅州へ旅立った秀麗たちだが、途中で消息がつかめなくなる。タンタンこと榛蘇芳が合流した時点で秀麗は高熱を出していた。それでも意識がある間は書簡に目を通し、紅家当主の名で経済封鎖が解かれつつあることを知った秀麗は長官や関係者に報告書を出し、当初の任務を完了させていた。その後、秀麗のために出来ることをしようと燕青はそのまま紅州へ行き、蘇芳は自分の仕事の報告もかねて劉輝のもとへ行く。その頃、リオウは、ガタガタにされた秀麗を治すため、彼女を縹本家へ連れてきていた。そして藍楸瑛と彼の幼馴染であった司馬迅(隼)が、藍龍連に宿った藍仙の補助を受けて縹家を訪れる。楸瑛は劉輝に頼まれてきたが、隼は隼で彼が仕えている主からの命令でそこに来ていた。そんな中、瑠花が秀麗の体に干渉してくる。
蒼き迷宮の巫女（本編第16巻）
縹家本家に雪が降る。それは瑠花の神力が弱っている証拠だった。雪を見た璃桜は姉の為に動き出す。一方璃桜から「姉の居場所を知りたいなら珠翠を捜せ」と言われた秀麗達は迅の提案で二手に分かれる事にする。楸瑛は珠翠奪還の為に時の牢へ向かい、秀麗達は蝗害対策の為に多数の書物が所蔵されている隠者の塔に向かう。しかし暗殺傀儡が秀麗らを襲う。その頃朝廷では数々の災害に高官達が議論を重ねていた。碧州で蝗害が発生し、併せて起きた地震が原因で陸の孤島と化したのだ。藍州でも夏から長雨がやまず、碧州から紅州および王都のある紫州にまで蝗害が及びかけている。そして、碧州州牧慧茄が消息不明の為、欧陽玉が臨時州牧に任命され、欧陽侍郎は羽林軍を引き連れ碧州に。旺季は食料確保の為、中央軍を引き連れて紅州へ。王の警備が手薄になる事に異議を申し立てない官吏達に景侍郎は危惧する。一方時の牢では何者かによって珠翠の首が落とされようとしていた。
紫闇の玉座（本編第17巻・第18巻）
上巻あとがきによれば、上巻は「秀麗編」、下巻は「劉輝編」。珠翠と瑠花の暗殺をギリギリで阻止し、縹家の門を全て解放して蝗害への対策を調えた秀麗は、自分が余命幾ばくもない状態だと知りながらも、「自分のため」に縹家を後にすることを決める。そして読み通り旺季が紅州へ発ったことを知った秀麗は、経済封鎖の折に行方不明となった製鉄技術者や紅州産の鉄炭の行方の調査、そして瑠花から聞かされた、暗殺者をよこした黒幕の捕縛を成すべく、次期大巫女・珠翠の協力まで取り付けて、縹家から直接紅州へ向かい、燕青と合流する。一方の劉輝は朝議の時も沈黙して玉座に座す以外に出来ることがなく、彼への信頼は地に堕ちていく一方だった。それでも蘇芳が持ち込んだ貴族録から旺季と自らの血統をたどり、「自分より旺季の方が蒼玄王に近い」ことを知る。羽羽もまた、寿命が近いことを悟りながらもその全力を以て各地の神域を守り、仙洞宮から溢れようとする闇を押しとどめていた。縹瑠花暗殺が一度失敗したため司馬迅は主である旺季の元へ去り、藍楸瑛も王の元へ戻ることを選ぶ。そしてリオウも瑠花から自身と母の素性を知らされ、決意を胸に縹家を出た。同じ頃、貴陽の空に凶兆である赤い妖星が浮かび、貴陽でも大小の地震が頻発していた。紅州で鉄炭や技術者の問題が公になる頃、瑠花は縹家でその命を散らし、茶家の英姫、仙洞省の羽羽とともに、各地の神域を修復するべく人柱となった。だが、後ろ盾であった羽羽が散ったことで、朝廷や地方の貴族派官吏はこぞって旺季につき、悠舜はその本性を明かす。それを受け、劉輝は邵可や白将軍、宋隼凱らの協力の元で貴陽から紅州へ落ちた。しかし護衛の武官が皆離れ、単騎となった劉輝は何故か半月もの間、紫州の隅っこでさまよう羽目に。その後、楸瑛らに見つけ出され何とかたどり着いた紅州で、劉輝は州牧や邵可と策を練る日々を送りながら、縹家の寺に安置された特殊な棺の中で眠る、瑠花に体を貸したことで残り時間があと1日となった秀麗を見守っていた。しかし、ある者によってその棺は貴陽へ運ばれてしまう。同じ頃、劉輝は旺季から届いた会談の申し出にある日時を指定して返信する。そして春、紅州と紫州の境で全てが決着したのだった。

### 外伝
朱にまじわれば紅（外伝第1巻）
藍より出でて青（外伝第2巻）
隣の百合は白（外伝第3巻）
黄粱の夢（外伝第4巻）

## 登場人物
紅秀麗（こう しゅうれい）
本作の主人公。国でも1,2を争う名門紅家直系の長姫だが、貧乏。ひょんなことから国王の教育係として後宮入りする。国試探花及第後、茶州州牧に就任したが、とある事情で冗官に降格。現在は御史台に採用され、監察御史として働いている。
母は彩八仙の一人、紅仙（薔薇姫）である。幼い頃に病で死にかけたため、紅仙が秀麗に入って眠りにつくことでその命を限りあるまで引き延ばすが、貴陽から離れ茶州に行ったときに封印が解けガタガタに。以降、次第にヒトではなくなっていく。
29歳で退官、後宮に入り王・紫劉輝との間に娘を出産するが、その翌年の春を待たずに死去。誕生した娘は後に女王として即位、その政務のやり方は秀麗に似ていたという。秀麗の没年齢は30歳だったが、娘は母親の代わりのように70歳まで長生きする。
紫劉輝（し りゅうき）
彩雲国国王。幼少時に流罪にされた敬愛する兄（清苑第2公子）が王になることを望み、才を隠して政事にやる気なし、興味なしで昏君（ばかとの）のフリをしていたが、秀麗との出会いで現在、王として頑張っている。秀麗に一目ぼれし、長い片思いを経て想いを実らせ、のちに結婚し娘を授かる。しかし結婚生活は秀麗の死去によりわずか1年で終わってしまった。
茈静蘭（し せいらん）
紅邵可家の家人。正体は外戚による謀反により無実にもかかわらず流刑になった第二公子・清苑公子であり、劉輝の兄。文武両道で、「定時に帰れる」という理由で米倉の門衛を務めているが、秀麗に合わせて特進したりしている。実年齢は楸瑛よりも上なのだが、そうは見えない。
藍楸瑛（らん しゅうえい）
名門藍家の直系の四男（上の兄達は三つ子）。武官の出世頭。主上（国王）付き。左羽林軍将軍（作中中盤で剥奪され、それでも劉輝のそばにいるために静蘭の部下となる）。最後は左羽林軍大将軍となる。おめでたい性格（絳攸談）。双花菖蒲の一。
李絳攸（り こうゆう）
紅黎深の養い子。当時史上最年少の国試状元及第者。出世街道まっしぐらだが、極度の方向音痴で実際の道ではよく迷子になる。文官の出世頭。主上付き。吏部侍郎（作中で剥奪される）。黎深の罷免騒動の後冗官に近い状態となるが、最後は吏部尚書となる。双花菖蒲の一。
紅邵可（こう しょうか）
秀麗の父親。府庫に勤めていた。その手ずから淹れてくれるお茶（通称"父茶"）は死ぬほど不味い（先代"黒狼"鬼姫曰く、多種の漢方が入っているらしい）。また、家事は苦手。
紅家の長男。次男は黎深、三男は玖琅。いつもポヤーとしている。実は彩雲国最強の暗殺者、黒狼である。ある事情から王都に出され、以降実家に寄り付かない生活を続けていた（それが原因で玖琅によって黎深が当主に据えられる）。中盤ではその黎深に代わり紅家当主となる。

## 既刊一覧

### 小説

#### 本編
- 雪乃紗衣（著）・由羅カイリ（イラスト） 『彩雲国物語』 角川書店〈角川ビーンズ文庫〉、全18巻
  1. 「はじまりの風は紅く[注 1]」2003年11月1日初版発行（10月31日発売[5]）、ISBN 4-04-449901-2
    - 角川文庫版：2011年10月25日発売[6]、ISBN 978-4-04-449923-5

  2. 「黄金の約束」2004年3月1日初版発行（2月28日発売[7]）、ISBN 4-04-449902-0
    - 角川文庫版：2011年11月25日発売[8]、ISBN 978-4-04-100018-2

  3. 「花は紫宮に咲く」2004年8月1日初版発行（7月31日発売[9]）、ISBN 4-04-449903-9
    - 角川文庫版：2011年12月22日発売[10]、ISBN 978-4-04-449924-2

  4. 「想いは遙かなる茶都へ」2004年10月1日初版発行（9月30日発売[11]）、ISBN 4-04-449904-7
    - 角川文庫版：2018年6月15日発売[12]、ISBN 978-4-04-106651-5

  5. 「漆黒の月の宴」2005年3月1日初版発行（2月26日発売[13]）、ISBN 4-04-449905-5
    - 角川文庫版：2018年7月24日発売[14]、ISBN 978-4-04-106652-2

  6. 「欠けゆく白銀の砂時計」2005年8月1日初版発行（7月30日発売[15]）、ISBN 4-04-449907-1
    - 角川文庫版：2019年1月24日発売[16]、ISBN 978-4-04-107758-0

  7. 「心は藍よりも深く」2005年10月1日初版発行（9月30日発売[17]）、ISBN 4-04-449908-X
    - 角川文庫版：2019年4月24日発売[18]、ISBN 978-4-04-107759-7

  8. 「光降る碧の大地」2006年2月1日初版発行（1月31日発売[19]）、ISBN 4-04-449909-8
    - 角川文庫版：2019年4月24日発売[20]、ISBN 978-4-04-107760-3

  9. 「紅梅は夜に香る[注 2]」2006年9月1日初版発行（8月31日発売[21]）、ISBN 4-04-449911-X
    - 角川文庫版：2020年1月23日発売[22]、ISBN 978-4-04-108742-8

  10. 「緑風は刃のごとく」2006年10月1日初版発行（9月30日発売[23]）、ISBN 4-04-449912-8
    - 角川文庫版：2020年5月22日発売[24]、ISBN 978-4-04-108743-5

  11. 「青嵐にゆれる月草」2007年4月1日初版発行（3月31日発売[25]）、ISBN 978-4-04-449913-6
    - 角川文庫版：2020年9月24日発売[26]、ISBN 978-4-04-108744-2

  12. 「白虹は天をめざす」2007年9月1日初版発行（8月31日発売[27]）、ISBN 978-4-04-449914-3
    - 角川文庫版：2021年2月25日発売[28]、ISBN 978-4-04-108745-9

  13. 「黎明に琥珀はきらめく」2008年5月1日初版発行（4月26日発売[29]）、ISBN 978-4-04-449916-7
    - 角川文庫版：2021年7月16日発売[30]、ISBN 978-4-04-111057-7

  14. 「黒蝶は檻にとらわれる」2008年12月1日初版発行（11月29日発売[31]）、ISBN 978-4-04-449917-4
    - 角川文庫版：2022年2月22日発売[32]、ISBN 978-4-04-111057-7

  15. 「暗き黄昏の宮」2009年12月1日初版発行（11月28日発売[33]）、ISBN 978-4-04-449919-8
    - 角川文庫版：2022年9月21日発売[34]、ISBN 978-4-04-111059-1

  16. 「蒼き迷宮の巫女」2010年4月1日初版発行（3月31日発売[35]）、ISBN 978-4-04-449920-4
    - 角川文庫版：2023年3月22日発売[36]、ISBN 978-4-04-113211-1

  17. 「紫闇の玉座 （上）」2011年6月1日初版発行（5月31日発売[37]）、ISBN 978-4-04-449921-1
    - 角川文庫版：2023年11月24日発売[38]、ISBN 978-4-04-113212-8

  18. 「紫闇の玉座 （下）」2011年7月1日初版発行（6月30日発売[39]）、ISBN 978-4-04-449922-8

#### 外伝
- 雪乃紗衣（著）・由羅カイリ（イラスト） 『彩雲国物語』 角川書店〈角川ビーンズ文庫〉、全4巻
  1. 「朱にまじわれば紅」2005年5月1日初版発行（4月28日発売[40]）、ISBN 4-04-449906-3
  2. 「藍より出でて青」2006年4月1日初版発行（3月31日発売[41]）、ISBN 4-04-449910-1
  3. 「隣の百合は白」2007年11月1日初版発行（同日発売[42]）、ISBN 978-4-04-449915-0
  4. 「黄粱の夢」2009年5月1日初版発行（4月29日発売[43]）、ISBN 978-4-04-449918-1

#### 連作短編集
- 雪乃紗衣（著）・由羅カイリ（イラスト） 『彩雲国秘抄 骸骨を乞う』 角川書店、2012年3月31日初版発行（3月26日発売[44]）、ISBN 978-4-04-110139-1
  - 角川文庫版：『彩雲国秘抄 骸骨を乞う（上）』2016年2月25日発売[45]、ISBN 978-4-04-103740-9
  - 角川文庫版：『彩雲国秘抄 骸骨を乞う（下）』2016年2月25日発売[46]、ISBN 978-4-04-103741-6
  - 角川ビーンズ文庫版：『彩雲国秘抄 骸骨を乞う（上）』2016年3月1日発売[47]、ISBN 978-4-04-103876-5
  - 角川ビーンズ文庫版：『彩雲国秘抄 骸骨を乞う（下）』2016年4月1日発売[48]、ISBN 978-4-04-103877-2

### 漫画
挿絵担当の由羅カイリが「ビーンズエース」に創刊より連載していたが、休刊により「月刊Asuka」に移籍、不定期掲載されていた。
- 雪乃紗衣（原作）・由羅カイリ（作画） 『彩雲国物語』 角川書店〈あすかコミックスDX〉、全9巻
  1. 2006年6月22日発売[49]、ISBN 4-04-853969-8
  2. 2007年6月22日発売[50]、ISBN 978-4-04-854104-6
  3. 2008年5月22日発売[51]、ISBN 978-4-04-854178-7
  4. 2009年2月23日発売[52]、ISBN 978-4-04-854299-9
  5. 2010年1月21日発売[53]、ISBN 978-4-04-854418-4
  6. 2010年10月21日発売[54]、ISBN 978-4-04-854544-0
  7. 2011年3月24日発売[55]、ISBN 978-4-04-854612-6
  8. 2011年10月22日発売[56]、ISBN 978-4-04-854690-4
  9. 2012年3月29日発売[57]、ISBN 978-4-04-120193-0

### 関連書籍
- 『彩雲国物語 絵巻』2007年8月28日初版発行（同日発売[58]）、ISBN 978-4-04-854117-6
- 『彩雲国物語 絵巻 2』2008年6月10日初版発行（同日発売[59]）、ISBN 978-4-04-854183-1
- 『彩雲国物語 イラスト集』 2009年3月27日初版発行（3月25日発売[60]）、ISBN 978-4-04-854288-3
  - 雪乃紗衣の特別書き下ろし短編小説も収録。
- 『彩雲国物語 彩なす夢のおわり』2012年9月29日初版発行（9月25日発売[61]）、ISBN 978-4-04-110215-2
  - ファンブック。
- 雪乃紗衣（原作）・由羅カイリ（イラスト）・佐藤賢（解説） 『「彩雲国物語」で漢文が面白いほど身につく本』 中経出版、2013年7月9日発売[62]、ISBN 978-4-8061-4811-1

## テレビアニメ
NHK等で第1シリーズが2006年4月から2007年2月まで、第2シリーズが2007年4月から2008年3月までそれぞれ放送された。

## 他メディアミックス
ドラマCDや音楽CD、Webラジオ、アニメブックなどは彩雲国物語 (アニメ)#関連商品を参照。